# 493
El 493 (CDXCIII) fou un any comú començat en divendres del calendari julià.

## Esdeveniments
- Guerra Isàurica: els romans prenen la ciutat de Claudiòpolis.
- Odoacre i Teodoric el Gran signen un tractat de pau, que el segon traeix.